# Lluís Cotxo i Güell
Lluís Cotxo i Güell (Cervià de Ter, 27 de gener del 1902 - 18 d'agost del 1998) va ser un professor de música, intrumentista de tenora d'anomenada i compositor de sardanes. Hom l'havia anomenat "el rei dels pianíssims".

## Biografia
Començà a estudiar música amb el seu cosí Albert, i posteriorment ho feu amb Joan Costa (pare de Narcís Costa i Horts), Albert Martí i Galceran i amb Josep Baró i Güell, que l'incorporà a la seva cobla, "La Cervianenca", on romangué entre el 1917 i el 1919. Posteriorment tocà a altres cobles com "Rovira", de Bordils (1920-22); "La Principal de l'Escala" (1923‑26); "Els Montgrins" (1927‑39); "Cobla Girona" (1940‑44); "La Selvatana" (1945‑50); "Cobla-Orquestra Caravana" (1950-57) i "La Principal de Girona" (1958‑65). Va impartir el seu mestratge musical a un gran nombre d'alumnes, com Narcís Costa i Ventura o el notable Agustí Monguilod.
En tant que compositor, va ser autor d'una cinquantena de sardanes, en què destaca Consol, obligada de tenora. Emprà el pseudònim Pipiua en la sardana El meu jo. La col·lecció discogràfica Sardanes d'Or d'Àudiovisuals de Sarrià li dedicà un volum monogràfic.
Cervià de Ter li dedicà una plaça, i el compositor Narcís Costa li compongué Al mestre Lluís Cotxo (1997).

## Obres

### Sardanes
Selecció
- Alegre Neus (1960), enregistrada i interpretació[nts 2]
- L'aplec de Calella (1942)
- El castell de Cervià,enregistrada[8]
- Consol (1947), obligada de tenora, enregistrada
- Costa Brava (1946)
- Crits a la plaça, obligada de trompeta
- La font bonica (1981)
- Gargaritzant (1962), dedicada a Leandre Peracaula, enregistrada
- Josep i Consol (1964)
- Lliris de Gràcia (1957)
- Lluís i Ramon, enregistrada
- Luarca, enregistrada
- Maria, enregistrada
- El meu jo (1949), enregistrada
- Muntanya de la Salut, obligada de tenora, enregistrada
- El petit Eduard (1951)
- Els petits dansaires, enregistrada
- Quins fiscorns!..., obligada per a dos fiscorns[9]
- Roseta (1988)
- Sandra (1978), enregistrada
- Trevinell (1949)
- La Verge del Far, enregistrada

### Enregistraments amb Lluís Cotxo a la tenora
- Cobla Montgrins[10]
  - Banyolina, de Josep Saderra (1928-1929, Odeon SO-5267 182.529)
  - La Bernardeta de Lourdes, de Narcís Paulís (1929, Odeon SO-5275 182.564)
  - Les campanes de Girona, de Narcís Paulís (1928-29, Odeon SO-5262 182.510)
  - Cantant l'amor, de Josep Vicens i Juli (1927-29, Odeon SO-4340 182.057)
  - Cants festius, de Joaquim Vallespí i Pòlit (1928-29, Odeon SO-5261 182.590)
  - Joiosa, de Joaquim Vallespí (1927-29, Odeon SO-4342 182.058)
  - Mar de Chaloc [sic], de Vicenç Bou (1928-29, Odeon SO-5273 182.565)
  - Maria Lluïsa, de Narcís Paulís (1929, Odeon SO-5269 182.564)
  - Matí de primavera, de Vicenç Bou (1928-29, Odeon SO-5274 182.565)
  - La modisteta maca, de Jaume Bonaterra (1928-29, Odeon SO-5266 182.529)
  - Les noies de la costa, de Josep Vicens (1927-29, Odeon 182.058)
  - Ofrena, de Joaquim Vallespí (1928-29, Odeon SO-5260 182.590)
  - Otilia, de Vicenç Bou (1928-29 Odeon SO-5805 182.751)
  - Per tu ploro Pep Ventura (1927-30, Odeon 182.882)
  - Plenitud, de Joaquim Vallespí (1927-29, Odeon SO-4342 182.058)
  - Pregària a la Verge, de Narcís Paulís (1928-29, Odeon SO-5263 182.510)
  - Resignació, de Narcís Paulís (1928-29, Odeon SO-5807 182.751)
  - La Santa Espina, d'Enric Morera (1927-30, Odeon 182.882)
  - Vol d'àliga, de Joaquim Vallespí (1929, Odeon SO-5809 182.774)[nts 3]